# Татарская лошадь
Татарская порода лошадей (тат. татар аты, татар токымлы атлар; казанка, татарка, тат. казан аты) — российская порода лошадей.

## История
Татарские лошади были известны ещё в первом тысячелетии нашей эры. О них древние китайцы оставили в исторических источниках записи как о «небесных лошадях», согласно преданиям, эти лошади отличались от других лошадей того времени своей необычной мастью. Они были в основном солового цвета, белогривыми и белохвостыми. Такие цвета напоминали восход солнца при беге лошадей с горизонта навстречу очевидца.
В исторических источниках также отмечается выносливость татарских лошадей, способных непрерывно двигаться в течение 7-8 часов и преодолевать расстояние в 100—120 км. Сохранились записи о том, что древний татарский хан Багадур, чтобы жить в дружеских отношениях с соседними народами найманами, тунгусами и китайцами, любил дарить им своих лучших лошадей, способных преодолевать 1 тысячу ли (100—120 км) в день. Известно, что эти лошади обладали высокой плодовитостью, устойчивостью к жаре и холоду. В другом источнике указано, что лошадь казанской породы малорослая, плотная, мосластая, долгогривая, б. ч. саврасая или бурая.
На конец XIX столетия в Российской империи в отношении пород лошадей различали два главных типа:
- лошадь степная;
- лошадь крестьянская;
- кроме того, были заводские лошади различных пород[2].

Главную массу лошадей составляли отнесённые к типу крестьянских. Эти лошади, попав в Россию в очень давние времена из азиатских степей, видоизменялись под влиянием местных условий: в некоторых местностях мельчали, в других перешли в самостоятельные отродья. К числу последних относились финки, эстонки, вятки (вместе с обвинками и казанками).
В Казанской губернии, в начале XX века, в каждом богатом татарско-крестьянском дворе было 1-2 головы татарских лошадей. Сохранилось историческое фото лошадей того времени. Однако после 1930 года и в послевоенный период в колхозах и совхозах было трудно найти чистокровных татарских лошадей, так как они скрещивались с другими, преимущественно русскими, породами.
Проблема возрождения татарских лошадей в Республике Татарстан в начале XXI века активно обсуждалось историками, коневодами и широкой общественностью. В связи с этим в Татарстане создается комиссия для изучения данного вопроса и решения проблемы возрождения татарской породы лошадей. Для решения поставленной проблемы в рамках данной работы проводятся экспедиционные исследования по поиску лошадей татарской породы. Такие лошади были найдены в отдельных районах Республики Татарстан, в Башкортостане, Северном Казахстане, Оренбургской, Алтайской и Челябинской областях. Так появилась первоначальная популяция татарских лошадей.
Работа по выведению современной породы была начата в 2005 году, а официальное утверждение породы произошло в 2018 году.
Благодаря работе ученых Казанской государственной академии ветеринарной медицины им. Н. Э. Баумана под руководством Кабинета министров Республики Татарстан и Министерства сельского хозяйства и продовольствия Республики Татарстан в 2018 году государственной комиссией по селекционным достижениям Министерства сельского хозяйства Российской Федерации был выдан патент № 10037 (2019) на новую породу «Татарская лошадь». Комиссия проводит экспертизу хозяйственной полезности лошадей татарской породы в хозяйстве Фарида Набиуллина из Лениногорского района и Фаниса Бакирова из Алькеевского района Татарстана. После этого был составлен «акт» на разрешение использования лошадей татарской породы в качестве селекционного достижения.

## Описание
Лошади татарской породы преимущественно имеют соловую масть (79 %), а часть животных (21 %) обладает буланой мастью. У некоторых лошадей (23 %) ещё имеется дополнительная окраска в виде отметин на голове, в основном в форме звезды различной конфигурации. У них рост невысокий, высота в холке у кобыл — 145,9 см, длина туловища 152,9 см. По живой массе они относятся к группе пород среднего телосложения (474,0 кг).
По продуктивности лошади татарской породы относится к группе продуктивно-пользовательных пород, их можно использовать для выполнения транспортных работ, а также для получения молочной и мясной продукции.

## Численность
Сегодня разведением лошадей татарской породы занимаются в Лениногорском, Алькеевском, Рыбно-Слободском, Высокогорском, Сабинском и Тюлячинском муниципальных районах Татарстана.
На 1 апреля 2019 года поголовье лошадей татарской породы в Татарстане составило 414 голов. По состоянию на март 2020 года в Татарстане насчитывалось всего 646 голов татарской лошади, а на 1 февраля 2022 года — 875 голов.
Оригинаторами являются 3 хозяйства: ИП «Набиуллин Ф. М.» из Лениногорского района, КФХ «Бакиров Ф. Р.» из Алькеевского района и «Племрепродуктор им. С. Ш. Гиниятуллина» из Тюлячинского района Татарстана.

## В культуре
В жизни всех тюркских народов, в том числе и татар, лошадь использовалась не только как средство передвижения, но и как источник пищи, ранее она активно использовалась и в военном деле. Отношение лошади с человеком прослеживается с древних времен. Образ лошади связан с древними верованиями, особенно это выражается в вере в тотемизм, в сверхъестественную связь человека с каким-либо предметом или явлением природы.
У тоболо-иртышских татар, как и у поволжских, встречаются песни о соловых конях. В татарской песенной поэзии лошади часто изображаются у воды, на высоких горах и в темном лесу. В татарской мифологии Тулпар — это сказочный крылатый конь, рождённый в пучине вод или у истоков океана. В это имя заложены смысловые понятия порыв, вал, шквал, буря, вдохновение, окрыление, возвышение. Акбузат — крылатый небесный конь. Они описываются как посредники между небом и землей, землей и подземным или подводным миром, центром и краем земли. Конь считался проводником души к месту назначения после смерти.
В Татарском народном фольклоре образ коня противопоставляется другим: добрые персонажи (богатыри) ездили на лошадях, в эпосе конь был другом, советником и помощником богатыря, в литературе кочевников — животным, отпугивающим злые силы, укрепляющим дух и здоровье, вестником скорби. Лошадь «Алпамыша» — верный товарищ батыра.
Лошади татарской породы снимались в историческом сериале «Зулейха открывает глаза»: главная героиня приехала в Кремль на татарской лошади.
С 2016 года в скачках, которые ежегодно проходят в мае в Лениногорском районе, стала участвовать татарская порода лошадей. В 2019 году прошёл первый чемпионат Татарстана по борьбе на конях — аударыш — национальный вид спорта.
21 сентября 2022 года в селе Новый Кырлай Арского района состоялся праздник «День лошади» («Ат көне») с участием татарских лошадей.

## В литературе
Осенью 2019 года при поддержке министерства сельского хозяйства и продовольствия РТ издана книга на татарском языке о лошадях татарской породы «Татар атлары».
Татарские лошади упоминаются в произведениях русских писателей Александра Пушкина «Капитанская дочка», написанном в 1836 году, и Владимира Короленко «Марусина заимка», написанном в 1899 году.

## Награды
Лошади татарской породы были представлены 8-10 октября 2019 года на Всероссийской выставке «Золотая осень-2019» (г. Москва) и награждены «Дипломом I степени» и «Золотой медалью».

## Интересные факты
В XVI веке большинство русских военных всадников ездили на выносливых татарских лошадях.
Московский князь Дмитрий Донской в своих военных походах использовал быстрых и легко передвигающихся татарских лошадей.
Известно, что в XVI веке на московских рынках казанские и астраханские татары продавали по 30-40 тысяч татарских лошадей в год. Татарских лошадей, которые круглый год пасутся на пастбищах, уподобляли тарпанам и сравнивали с шотландскими пони.
В начале XVII века французский военный инженер и картограф Гийом Левассер де Боплан описывал татарских лошадей как выносливых, способных без остановки пробежать 20-30 миль.
Татарские лошади, использовавшиеся в походах Монгольской империи на балканские земли, местными жителями были описаны низкорослыми, сильными, выносливыми, легко передвигающимися в горах, преодолевающие большие расстояния без остановок.